# Cladobotryum multiseptatum
Cladobotryum multiseptatum är en svampart som beskrevs av de Hoog 1978. Cladobotryum multiseptatum ingår i släktet Cladobotryum och familjen Hypocreaceae.   Inga underarter finns listade i Catalogue of Life.